# Michelle Maylene
Michelle Maylene, född 20 januari 1987 på Edwards Air Force Base i Kalifornien, är en porrskådespelerska av blandad fransk-filippinsk härkomst.
Maylene medverkade i Jenna Jamesons American Sex Star och blev en av finalisterna den första säsongen. Hon har också medverkat i Playboy TV:s Night Calls och Canoga Park. För närvarande är hon nyhetskorrespondent på Adult Video News video-webbplats, AVNLive.com.

## Utmärkelser
- 2005 XRCO Award nominee – Cream Dream
- 2007 AVN Award nominee – Best New Starlet
- 2008 AVN Award nominee – Best Crossover Star

## Filmer i urval
- Teen Idol 3 (2005)
- Barely Legal Corrupted 6 (2005)
- Sakura Tales 9 (2006)
- Jack's Playground 32 (2006)
- Who's Your Daddy Vol 8 (2006)
- Explosive Fantasies (2007)
- Pledge This (2007)